# S2 Kultur
S2 Kultur war von 1991 bis 1998 das gemeinsam von Südwestfunk (SWF) und Süddeutschem Rundfunk (SDR) veranstaltete zweite Hörfunkprogramm in Baden-Württemberg und Rheinland-Pfalz. Mehrmals am Tag strahlte S2 Kultur getrennte Sendungen für die beiden Bundesländer aus. Zudem war S2 Kultur im Digitalen Satelliten-Radio (DSR) auf Kanal 2 zu empfangen.
Mit der Fusion von SWF und SDR zum Südwestrundfunk (SWR) wurde am 30. August 1998 aus S2 Kultur der Sender SWR2.

## Geschichte
Der Süddeutsche Rundfunk begann die Ausstrahlung seines zweiten Programms am 19. November 1950. Der Südwestfunk startete sein zweites Programm am 1. Juli 1953. Diese bestanden in der Anfangszeit vor allem aus zeitversetzten Wiederholungen von Sendungen der jeweiligen ersten Programme und aus Konzertsendungen mit überwiegend ernster Musik. Das zweite Programm, wie sich die Sender damals nannten, war damals nur stundenweise auf Sendung, zumeist in den Abendstunden. Während die ersten Programme ein Vollprogramm mit den Schwerpunkten Information und Unterhaltung boten, konzentrierten sich die zweiten Programme auf Minderheitensendungen (beispielsweise Features) und klassische Musik. Diese Trennung zeigte sich auch im Bereich der bis in die 80er- / 90er-Jahre hinein wichtigen und vielgehörten Form des Hörspiels: in den ersten Programmen konnte man Krimi-Hörspielen („Studio 13“ beim SDR) und Mundart-Schwänken lauschen, das „ernsthaft“-literarische Hörspiel hatte bei S2 Kultur seinen Platz.
Fast von Beginn an kooperierten SDR 2 und SWF2 eng miteinander. Häufig stellte ein Programm das jeweils andere durch, oder übernahm Sendungen des anderen zeitversetzt. Nur die Nachrichten wurden immer aus dem eigenen Haus übernommen. 1972 schloss sich das 1967 gegründete zweite Programm des Saarländischen Rundfunks dieser engen Kooperation an. Diese Arbeitsweise wurde bis 1990 beibehalten.
Nachdem 1990 der erste Versuch einer Fusion von SDR und SWF gescheitert war, wurde die Kooperation der zweiten Programme weiter vertieft. SDR 2 und SWF2 fusionierten zum 1. Januar 1991 zum neuen Programm S2 Kultur. Auch im neuen Programm war jeweils eine Anstalt für bestimmte Sendestrecken verantwortlich, so dass es keine feste Gesamtzuständigkeit für S2 Kultur gab. Die Zusammenarbeit mit SR 2 wurde aufgekündigt, was beim Saarländischen Rundfunk zu einiger Verärgerung führte, weswegen SR 2 kurzfristig beschloss, ab 1991 mit hr2 zusammenzuarbeiten. Als Folge der Einrichtung von regionalisierten Hörfunkprogrammen für Baden-Württemberg und Rheinland-Pfalz verlor S2 Kultur mehrere wichtige UKW-Frequenzen an die 1991 gestarteten Programme S4 Baden-Württemberg und SWF4 Rheinland-Pfalz. Mit diesen kamen SDR und SWF dem Wunsch der Politik nach, sich stärker an den Landesgrenzen zu orientieren.
Der Nachfolgesender SWR2 hatte zur Anfangszeit ein fast identisches Programmschema wie zuvor S2 Kultur.